# Samsung Galaxy Note 5
Il Samsung Galaxy Note 5 è uno smartphone prodotto da Samsung, presentato a New York il 13 agosto 2015 durante il Samsung Galaxy Unpacked 2015. Successore del Galaxy Note 4, il Note 5 è stato commercializzato dal 21 agosto 2015 negli Stati Uniti e in Corea del Sud, escludendo il mercato europeo. Samsung per questa scelta, si è giustificata facendo sapere che gli utenti europei hanno poco interesse nell'usare la S-Pen e quindi hanno preferito puntare sul lancio del Galaxy S6 Edge Plus. Il dispositivo viene commercializzato nella versione da 32 GB e 64 GB e nelle colorazioni grigio, blu scuro, oro e bianco.

## Specifiche tecniche

### Hardware
È dotato di un display Super AMOLED da 5,7 pollici con risoluzione Quad HD da 2560×1440 pixel. La parte posteriore ha bordi arrotondati in metallo e la scocca è interamente costituita da un mix di vetro e alluminio la quale però ha comportato l'eliminazione dello slot microSD.
La serie Note con questo ultimo prodotto, si avvicina alla serie S sia per estetica, materiali e caratteristiche tecniche.
La memoria RAM ha una capacità di 4 GB (DDR4) e per quanto riguarda la CPU, è dotato di un processore Exynos 7420 a 64 bit Octa Core da 1.8 GHz, come negli attuali S6 e S6 Edge.
Dal punto di vista della memoria interna, il dispositivo monta delle UFS 2.0 con velocità di lettura e scrittura superiori (rispettivamente di 10 e 6 volte) ai modelli precedenti.
La batteria è di 3000 mAh e a differenza dei precedenti modelli della serie, non vi è la possibilità di rimuoverla; supporta un sistema di ricarica rapida wireless permettendo una ricarica del device in circa due ore.
Il pennino S-Pen integrato nel dispositivo è estraibile attraverso la pressione con un dito. 
Nel comparto audio, la cassa non si trova più nella parte posteriore della scocca, ma è stata posizionata nel bordo inferiore del dispositivo.

### Software
È stato immesso sul mercato con Android Lollipop 5.1.1 ed interfaccia TouchWiz 5.1, può essere aggiornato fino ad Android 7.0 Nougat e interfaccia TouchWiz Grace UX.

## Fotocamera
La fotocamera posteriore è dotata di un sensore da 16 MP con autofocus a rilevamento di fase, stabilizzatore ottico dell'immagine e lente f/1.9 in grado di registrare video fino a una risoluzione 4K.
La fotocamera frontale è dotata di un sensore da 5 MP anch'essa con apertura focale f/1.9.

## Critiche
Come per gli altri modelli di fascia alta presentati nel 2015 (Galaxy S6, S6 Edge ed S6 Edge+), anche il Note 5 ha ricevuto critiche per la scelta di Samsung di eliminare lo slot della scheda MicroSD che serve per espandere la memoria. Ulteriori critiche riguardavano soprattutto la non intercambiabilità della batteria, la quale può obbligare l'utente a recarsi presso un centro assistenza autorizzato in caso di rottura della stessa. Tuttavia, nei primi tre giorni di vendita, sono stati venduti 75000 Note 5 ed S6 Edge+ in Corea del Sud, battendo il numero di vendite del Note 4 commercializzato nel 2014.

## Galleria d'immagini

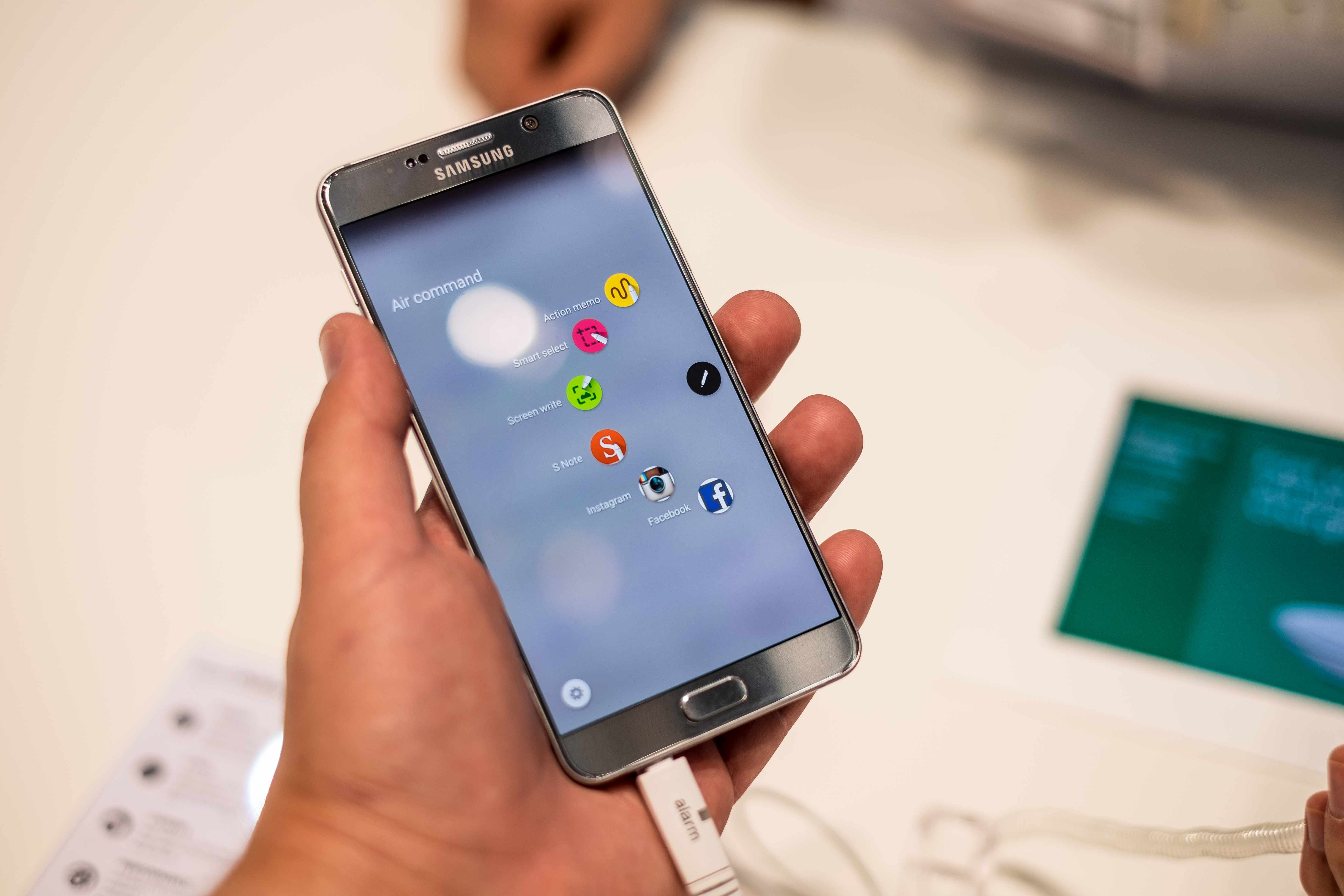
Un Note 5
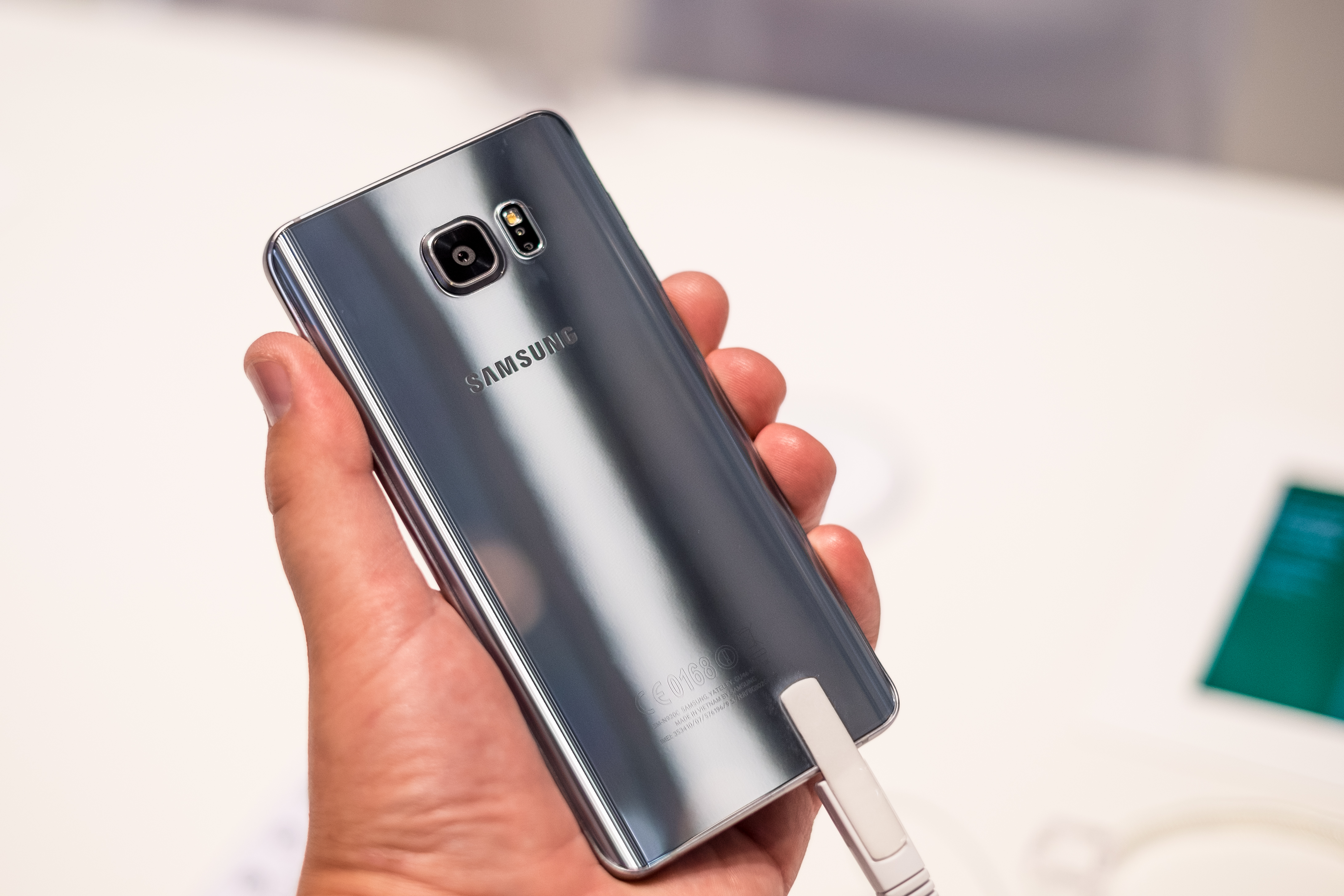
Il retro del Note 5
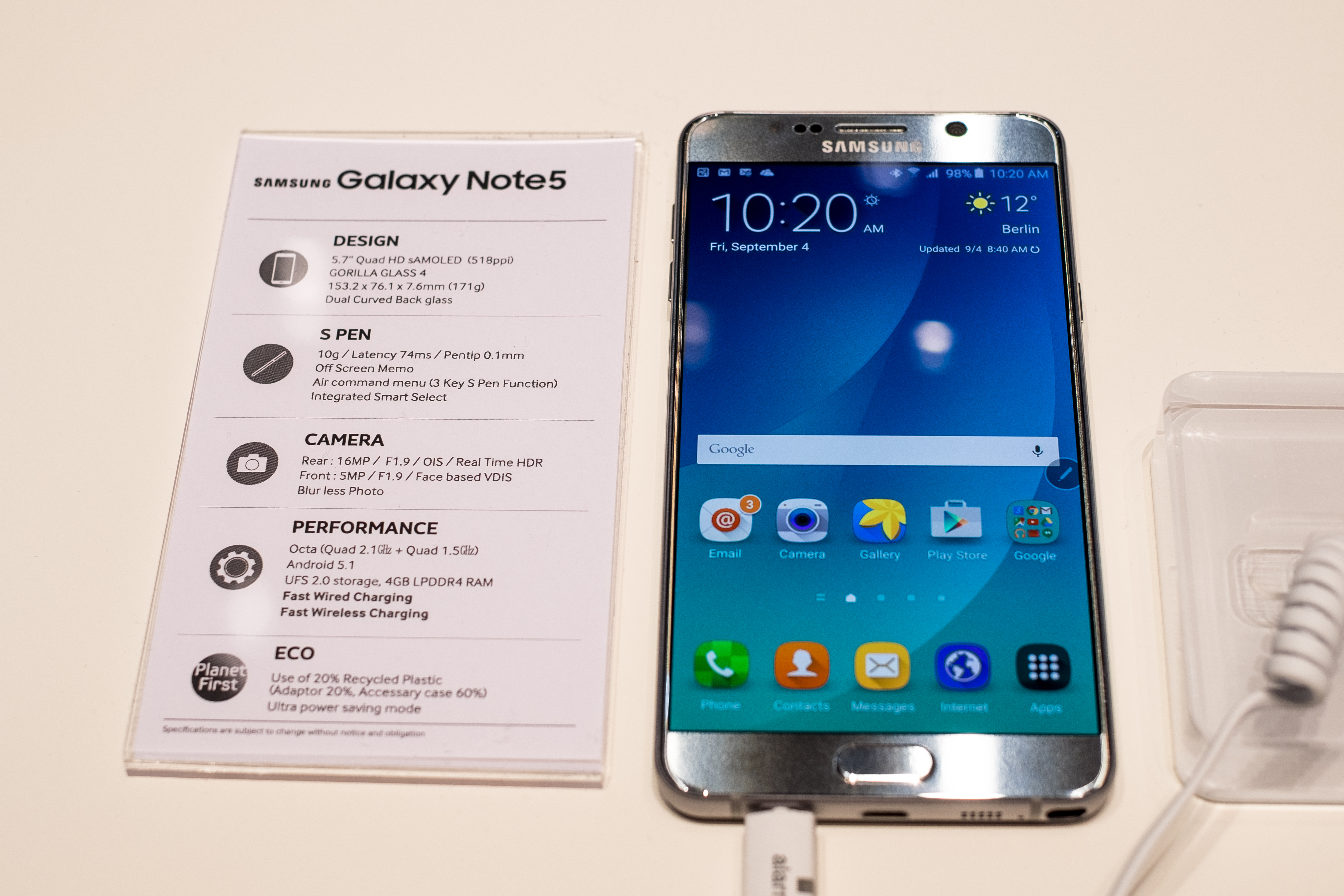
Scheda tecnica del Note 5